# Екстремни правила (2017)
Екстремни правила (2017) (на английски: WWE Extreme Rules 2017) е кеч pay-per-view (PPV) турнир и WWE Network събитие, продуцирано от WWE за марката Първична сила. Провежда се на 4 юни 2017 в Royal Farms Arena в Балтимор, Мериленд. Това е деветото събитие, в хоронологията на Екстремни правила.
Седем мача се провеждат по време на събитието, включително един в предварителното шоу. В главния мач, Самоа Джо побеждава Роуман Рейнс, Сет Ролинс, Фин Балър и Брей Уайът в Мач Фатална петорка с Екстремни правила,
ставайки главен претендент за Универсалната титла на WWE срещу Брок Леснар. В други мачове, Миз побеждава Дийн Амброуз, печелейки своята седма Интерконтинентална титла, а Сезаро и Шеймъс побеждават Харди бойз в мач в Стоманена клетка, печелейки своите втори Отборни титли на Първична сила като отбор.

## Заден план
Събитието включва мачове, получени от сценични сюжети и имат резултати, предварително решени от WWE и марката Първична сила, марковата дивизия на WWE. Сюжетите се продуцират по седмичното телевизионно шоу на WWE, Първична сила и шоуто на полутежката дивизия 205 На живо.
На Разплата, Броун Строуман побеждава Роуман Рейнс. След мача, Строуман атакува Рейнс със стоманените стъпала. Веднага след това на Първичен разговор, докато Рейнс е отнесен до линейка, Строуман се появява отново, правейки опит за повторна атака, но Рейнс отвръща, тръшвайки ръката на Строуман във вратата на линейката. На следващата вечер, в епизода Първична сила, Главния мениджър Кърт Енгъл съобщава тяхното състояние, казвайки че и двамата са претърпели травми, но не са приключили взаимно. На следващата седмица, Строуман е превързан през рамото, казвайки че след като приключи с Рейнс, ще предизвика Универсалния шампион на WWE Брок Леснар. По-късно, същата вечер по време на мача на Строуман срещу Калисто, Рейнс се появява и напада Строуман, насочвайки се в ръката му със стоманен стол. На следващата седмица, е обявено, че ръката на Строуман е оперирана, което не му позволява да участва до шест месеца. Също на Разплата, Сет Ролинс побеждава Самоа Джо, отбелязвайки неговата първа загуба откакто дебютира в главния състав. На следващата вечер, в епизода Първична сила, Ролинс казва, че враждата му с Джо е приключила. Тогава той предизвиква Леснар, обаче Фин Балър се появяв, твърдейки че той заслужава да се бие с Леснар, след като Балър е първия шампион и никога не е губил титлата. Двамата участват в претендентския мач Тройна заплаха за Интерконтиненталната титла на WWE, включваща също Миз, който печели. ПО време на мача, Джо напада Ролинс, а Брей Уайът напада Балър. На 15 май, Енгъл урежда мач Фатална петорка с Екстремни правила, определящ главния претендент за Универсалната титла между Рейнс, Ролинс, Джо, Балър и Уайът за Екстремни правила. По-късно същата вечер, Рейнс побеждава Балър, а Ролинс побеждава Уайът чрез дисквалификация, след като Джо напада Ролинс. а следващата седмица, шоуто започва с Уайът, който твърди, че той ще бъде този, който ще победи Леснар. Тогава Рейнс излиза на ринга, последван от Енгъл, който урежда мач между двамата, който Рейнс печели чрез дисквалификация, когато Джо се намесва и го напада. Тогава Ролинс се появява и атакува Джо. Впоследствие Енгъл урежда Рейнс и Ролинс срещу Уайът и Джо в главния мач, който Уайът и Джо печелят. Също по време на шоуто, Балър излиза на ринга, за да говори, но е прекъснат от адвоката на Леснар, Пол Хеймън, който казва, че иска да види Балър срещу Леснар. За следващата седмица Енгъл урежда мач Тройна заплаха между Балър, Джо и Уайът и индивидуален мач между Ролинс и Рейнс. Джо печели Тройната заплаха, а Рейнс побеждава Ролинс.
На 1 май, в епизода Първична сила, Интерконтиненталния шампион Дийн Амброуз прекъсва Сет Ролинс и Фин Балър, докато водят спор за предизвикване за Универсалната титла. Амброуз критикува Леснар за това, че не се появява и не се бие, твърдейки че Интерконтиненталната титла е главната титла на Първична сила. Тогава Миз се появява и казва, че той трябва да този, който ще предизвика Амброуз за титлата. Тогава се урежда мач Тройна заплаха, определящ главния претендент. По време на мача Самоа Джо напада Ролинс, изваждайки го от мача, а Брей Уайът напада Балър и му прави Сестра Абигейл, позволявайки на Миз да го тушира. На 15 май, в епизода Първична сила, Миз се бие срещу Амброуз за титлата. Накрая на мача, Миз се опитва да удари Амброуз по пояса, но Амброуз се защитава, правейки удар под пояса на Миз, който печели чрез дисквалификация. По-късно, Кърт Енгъл урежда Амброуз да защитава титлата срещу Миз на Екстремни правила, с условието, че ако Амброуз е дисквалифициран, ще загуби титлата. На следващата седмица, Миз се намесва в мача на Амброуз срещу Илайъс Самсън, който прави своя дебют в Първична сила. Вместо да нападне Амброуз, Миз атакува Самсън, така че, Амброуз да загуби чрез дисквалификация. Амброуз се опитва да стигне до Миз, но Самсън му прави Резач с превъртане.
На Разплата, Харди бойз (Джеф и Мат Харди) запазват своите Отборни титли на Първична сила срещу Сезаро и Шеймъс. След мача, Сезаро и Шеймъс нападат Харди бойз, ставайки злодеи. На следващата вечер, в епизода Първична сила, Сезаро и Шеймъс обясняват защо са нападнали Харди бойз. Наричат Харди старомодни, критикувайки феновете за това, че живеят в миналото вместо в настоящето, твърдейки че Харди са откраднали техния момент на КечМания 33. Тогава Харди бойз излизат, карайки Сезаро и Шеймъс да избягат от ринга. На следследващия епизод,
Сезаро и Шеймъс побеждават в отборен пореден мач, включващ Ензо Аморе и Големият Кас, Хийт Слейтър и Райно, Люк Галоус и Карл Андерсън, и Златната истина (Златен прах и Ар Труф), печелейки друг шанс за титлите. След последния мач, Сезаро и Шеймъс продължават да атакуват Златната истина, но Харди бойз излизат и ги спасяват, карайки Сезаро и Шеймъс да отстъпят. На следващата седмица, отборния мач за титлите между двата отбора е уреден за Екстремни правила, а Джеф побеждава Шеймъс. В епизода на 22 май, Мат се бие срещу Шеймъс в мач, където победителя избира правилата за отборния им мач на Екстремни правила. Мат печели и решава мача им да бъде от вида мач в Стоманена клетка.
На Разплата, Алекса Блис по побеждава Бейли и печели своята първа Титла при жените на Първична сила, ставайки първата кечистка, спечелила Титлата при жените на Разбиване и Титлата при жените на Първична сила. На следващата вечер, в епизода Първична сила, Блис прави коронация за двете постижения. Другите седем кечистки също са на ринга по време на коронацията. Тя обижда Мики Джеймс, Саша Банкс и Бейли, преди да се сбият, което води до отборен мач между осемте, където Блис, Ная Джакс, Ема и Алиша Фокс побеждават Бейли, Банкс, Джеймс и Дейна Брук. На следващата седмица, Блис се съюзява с Джакс и побеждава Джеймс. След мача Блис продължава да атакува Джеймс. Бейли се появява и я спасява, преследвайки Блис зад кулисите. Тогава Джакс атакува Джеймс. На 15 май, Бейли прекъсва Блис, използвайки реванша за титлата си за Екстремни правила. Двете се сбиват, като Блис изважда кендо пръчка под ронга и атакува Бейли с нея. По-късно мача им на Екстремни правила става официален като Мач с Кендо пръчка на кол. На следващата седмица, след като Блис побеждава Джеймс, Блис изважда кендо пръчка под ринга и атакува Джеймс с нея. Бейли излиза на ринга, за да помогне на Джеймс, но Блис отстъпва. На последната Първична сила преди Екстремни правила, Блис организира противоречив сегмент „Това е твоя живот“ за Бейли, опитвайки се да я засрами, говорейки с нейната учителка, нейната бивша приятелка и бившото ѝ гадже. Бейли излиза прекъсва всичко и напада Блис, но Блис отвръща с кендо пръчка.
На Разплата, Остин Ейрис побеждава Шампиона в полутежка категория на WWE Невил чрез дисквалификация, но Невил запазва своята титла. На следващата вечер, в Първична сила, Ти Джей Пъркинс, известен вече като Ти Джей Пи, губи от Ейрис, но след мача Ти Джей Пи атакува Ейрис, опитвайки се да контузи крака му. На следващата седмица, Джентълмен Джак Галахър губи от Ти Джей Пи. След мача Ти Джей Пи продължава да атакува Галахър, който е спасен от Ейрис. На следващата вечер, в 205 На живо, Невил казва, че Ти Джей Пи заслужава мач за титлата заради атаката върху Ейрис, но Ти Джей Пи не успява да победи Ейрис. На следващата седмица, в Първична сила, е обявено, че Ейрис ще се бие срещу Невил за титлата на Екстремни правила. Тогава Невил и Ти Джей Пи побеждават Ейрис и Галахър в отборен мач. На следващата вечер, в 205 На живо, Ейрис побеждава Ти Джей Пи чрез предаване. Впоследствие е обявено, че мача за титлата между Ейрис и Невил на Екстремни правила ще бъде от вида мач до предаване. В епизода Първична сила на 29 май, Ейрис и Галахър се бият срещу Невил и Ти Джей Пи, където Ейрис кара Невил да се предаде за пръв път. а следващата вечер, на 205 На живо, Ейрис казва, че Невил ще се предаде отново на Екстремни правила. Тогава е нападнат в гръб от Ти Джей Пи и Невил му прави Пръстените на Сатурн, докато Ти Джей Пи продължава да атакува крака му, карайки го да припадне.
Също в полутежката дивизия, Ноам Дар става гадже на Алиша Фокс. След това Фокс започва да получава подаръци от анонимен подател на 205 На живо. Рич Суон разкрива, че той е този, който е изпращал подаръците, но Дар твърди, че те са от него, включително последния подарък, който се оказва прах, който експлодира в лицето на Фокс. Тогава Фокс се разделя с Дар, което е целта на Суон, тъй като Фокс е бивша приятелка на приятела на Суон, Седрик Алекзандър. Обаче, Дар и Фокс се събират отново, след като Дар побеждава Суон на 2 май, в епизода 205 На живо. На 8 май, в епизод Първична сила, Саша Банкс започва вражда с Фокс, където двете разменят победи в следващите седмици. След като Банкс побеждава Фокс на 22 май в Първична сила, Дар се заяжда с Банкс, която го атакува, но Фокс ѝ прави крак-ножица. Урежда се смесен отборен мач между Суон и Банкс срещу Дар и Фоск за Екстремни правила. Тогава Банкс се появява за пръв път в 205 На живо на 30 май, където придружава Суон по време на мача му срещу Дар, който Дар печели.
След като е изместен в Първична сила по време на Суперзвездното разменяне, Аполо Крус получава вниманието на Тайтъс О'Нийл, който му предлага да стане негов мениджър като част от „Марката Тайтъс“. Крус приема и започва да се държи различно и да мами, което кара неговия приятел Калисто, който също се мести по време на разменяне, да го конфронтира. Двамата се бият един срещу друг, където Калисто побеждава Крус. На 4 юни, реванш между двамата се урежда за предварителното шоу на Екстремни правила.

## Резултати
| №                                                                                     | Резултати                                                                                     | Правила                                                                                                   | Време |
| ------------------------------------------------------------------------------------- | --------------------------------------------------------------------------------------------- | --- | ----- |
| 1П                                                                                    | Калисто побеждава Аполо Крус (с Тайтъс О'Нийл)                                                | Индивидуален мач                                                                                          | 9:40  |
| 2                                                                                     | Миз (с Марис) побеждава Дийн Амброуз (ш)                                                      | Индивидуален мач за Интерконтиненталната титла на WWE Амброуз може да загуби титлата чрез дисквалификация | 20:00 |
| 3                                                                                     | Рич Суон и Саша Банкс побеждават Ноам Дар и Алиша Фокс                                        | Смесен отброен мач                                                                                        | 6:20  |
| 4                                                                                     | Алекса Блис (ш) срещу Бейли                                                                   | Мач с Кендо пръчкана кол за Титлата при жените на Първична сила                                           | 5:10  |
| 5                                                                                     | Сезаро и Шеймъс побеждават Харди бойз (Мат Харди и Джеф Харди) (ш) чрез избягване от клетката | Отборен мач в Стоманена клетка за Отборните титли на Първична сила                                        | 15:00 |
| 6                                                                                     | Невил (ш) побеждава Остин Ейрис                                                               | Мач до предаване за Титлата в полутежка категория на WWE                                                  | 17:35 |
| 7                                                                                     | Самоа Джо побеждава Роуман Рейнс, Сет Ролинс, Фин Балър и Брей Уайът чрез предаване           | Мач Фатална петорка с Екстремни правила, определящ главен претендент за Универсалната титла на WWE        | 29:15 |
| - (ш) – указва шампиона/шампионите в мача - П – показва, че мача се случи преди шоуто |                                                                                               | |       |